# Courtonne-les-Deux-Églises
Courtonne-les-Deux-Églises é uma comuna francesa na região administrativa da Normandia, no departamento Calvados. Estende-se por uma área de 13,85 km². Em 2010 a comuna tinha 663 habitantes (densidade: 47,9 hab./km²).